# Centgrafenkapelle

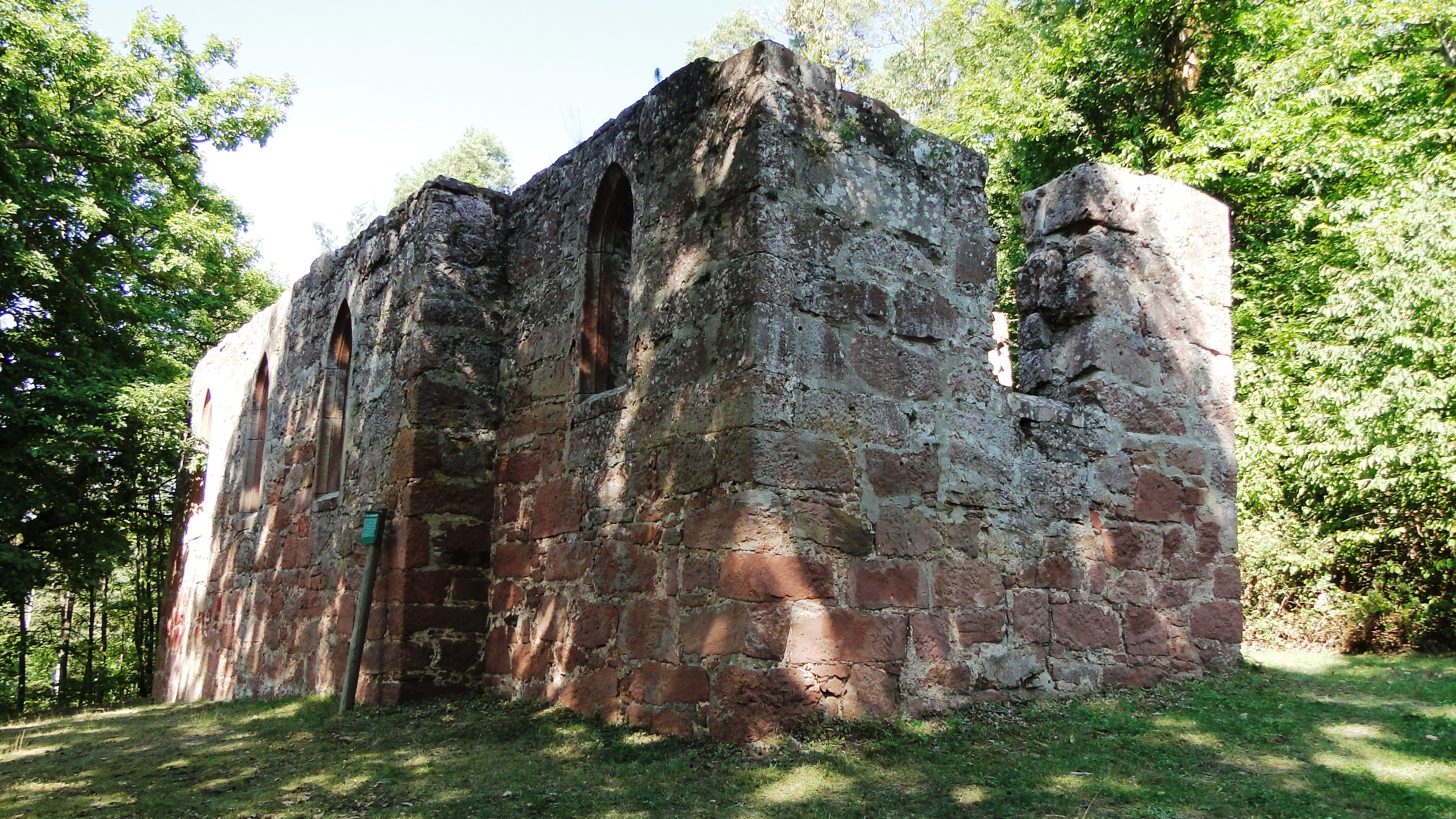
Die Unvollendete

Die Centgrafenkapelle ist eine unvollendet gebliebene Kapelle, die der Centgraf des Mainzer Erzstifts von Bürgstadt, Leonhard Gackstatt (1626 bis 1655 als Centgraf), in der ersten Hälfte des 17. Jahrhunderts auf dem Eichenbuckel oberhalb von Bürgstadt und unterhalb der südwestlichen Ecke des Ringwalls Bürgstadter Berg errichten ließ. 
Der als wohlhabender Mann und großer Förderer von Kirchen bekannt gewordene Centgraf musste die Bauarbeiten jedoch im Jahre 1630 wegen des Dreißigjährigen Krieges aufgeben. Daher sind von der Kapellenruine nur die Seitenmauern vorhanden.
Von der Centgrafenkapelle aus erschließt sich dem Besucher ein Ausblick auf Bürgstadt, Miltenberg, die Weinlage Centgrafenberg und das Maintal.